# Kastoria
Kastoria (græsk: Καστοριά, Kastoriá, udtalt kastoˈrʝa) er en by i det nordlige Grækenland i periferien Vestmakedonien. Den er hovedstad i den regional enhed Kastoria, i den geografiske region Makedonien. Den ligger på en landtange på den vestlige bred af Orestiadasøen, i en dal omgivet af kalkstensbjerge. Byen er kendt for sine mange byzantinske kirker, byzantinsk og osmannisk arkitektur, søen og den lokale pels-industri.

## Galleri
- Fresco af Onufri på Apostelkirken
- Bygning fra det 18. århundrede, der nu huser
- Statue af Germanos Karavangelis
- Holocaust-monument
- Gæs på Orestiadasøen
- Hotel "Kastoria"
- Pouliopoulos mansion
- Kirken Sankt Cosmas og Damian (Anargiroi) fra det 11. århundrede, ved søen
- Plan over middelalderens bulgarske fort